# Pendilhe

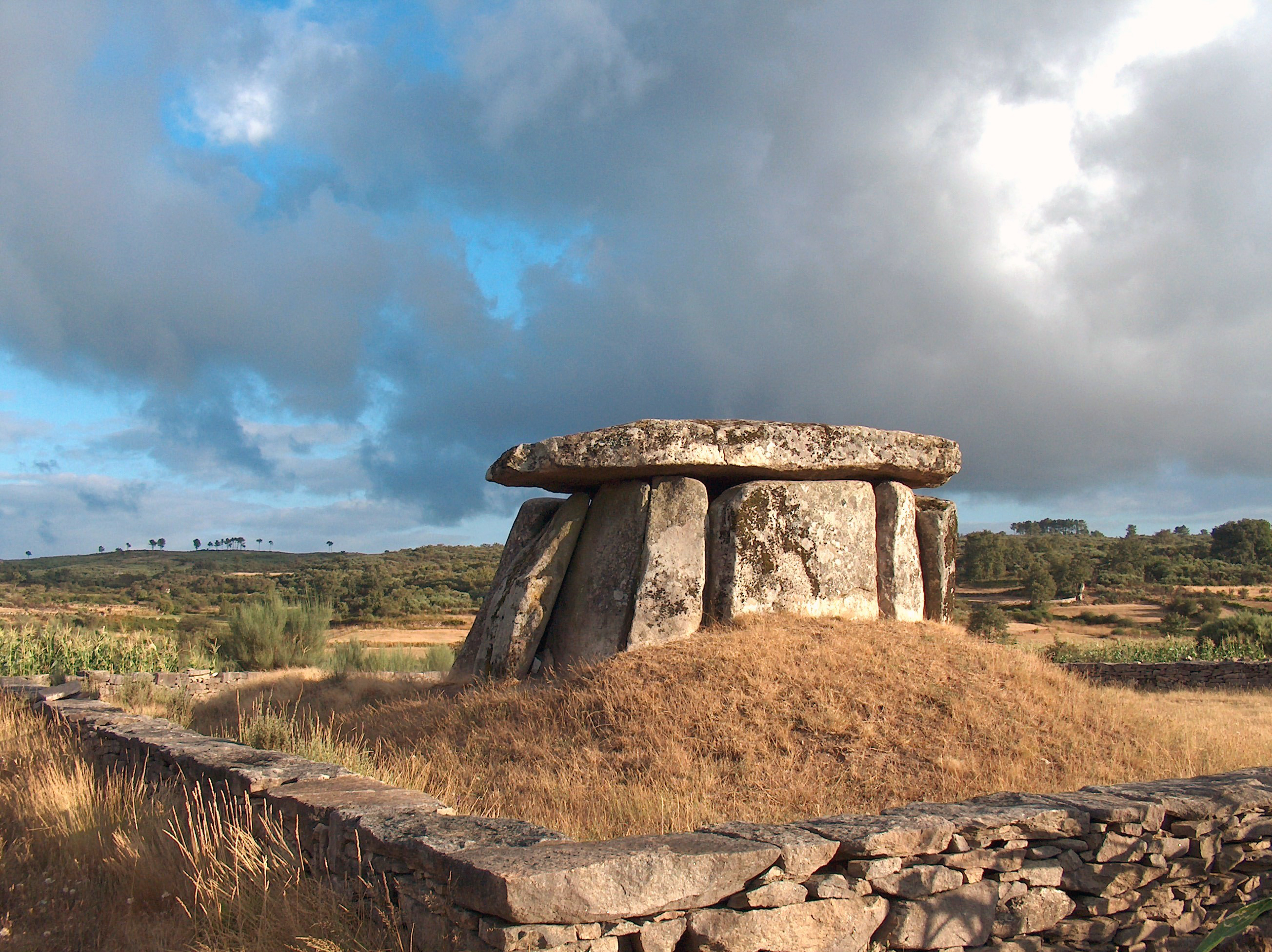
Dolmen de Pendilhe. 2900 - 2640 a. C. (probable)

Pendilhe es una freguesia portuguesa del concelho de Vila Nova de Paiva, con 24,21 km² de superficie y 648 habitantes (2001). Su densidad de población es de 26,8 hab/km².